# Jean Voguet
Pour les articles homonymes, voir Voguet.
 (août 2025).
Motif : absence de source secondaire
- Archive Wikiwix
- Bing
- Cairn
- DuckDuckGo
- E. Universalis
- Gallica
- Google
- G. Books
- G. News
- G. Scholar
- Persée
- Qwant
- (zh) Baidu
- (ru) Yandex
- (wd) trouver des œuvres sur Wikidata

| 1. | Préciser le motif de la pose du bandeau. | Précisez le motif de la pose du bandeau en utilisant la syntaxe suivante : {{admissibilité à vérifier\|date=août 2025\|motif=remplacez ce texte par le motif}}                   |
| 2. | Informer les utilisateurs concernés.     | Pensez à avertir le créateur de l'article, par exemple, en insérant le code ci-dessous sur sa page de discussion : {{subst:avertissement admissibilité à vérifier\|Jean Voguet}} |

Œuvres principales
- « gê »
- « l'Odyssée »
- « instants sonores »
- « Thèkè »
- « Atlantide »
- Pièce Objetique n°2 - « Airs d'Escadrille »

Jean Voguet, né à Annecy le 26 juin 1953, compositeur atypique français de musique contemporaine, acousmatique et électronique.  
Il considère la nature même de son parcours comme un art où chaque attitude, chaque action, chaque expérience, chaque orientation de sa vie participe à son activité artistique.

## Biographie
Référencé comme un compositeur issu du bruitisme futuriste, il poursuit une recherche sur les notions de géophonies & hétérotopies acousmatiques et sur le contexte de la présentation de ses œuvres (environnement, objets sonores …).

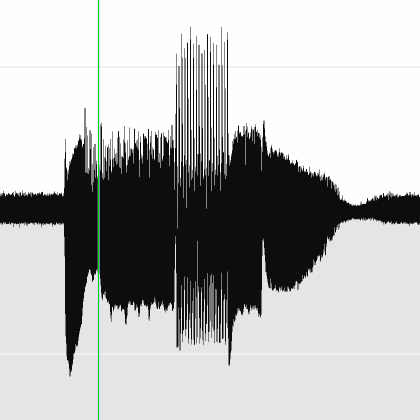
extrait graphique d'un son de « Thèkè » et avatar de Jean VOGUET Composer

Les travaux qu'il effectue sur les « espaces sonores autres » : écosystèmes virtuels aux structures complexes (composés de matières sonores non vivantes provenant toutes de la synthèse sonore) et caractérisés par un très large spectre de fréquences variables ; génèrent une errance musicale initiatique - hors du temps et hors frontières - à dimension illimitée et temporaire.
Il travaille régulièrement avec des artistes provenant des arts visuels, de la danse, de la poésie sonore, de l'art performance…
Ses préoccupations envers les grands mythes de l’humanité, la mémoire poétique du travail et des machines de l’homme, ses collaborations artistiques multiformes l’ont amené à présenter son « Odyssée », ses « instants sonores », ses « Jeux & Variations MiDi » (performances live electronic) et des événements pluridisciplinaires … dans de nombreux festivals et manifestations internationales dans le monde entier (Japon, Russie, Canada, USA, Chine, Cameroun, Israël, Corée, Mexique …) ainsi que dans la majeure partie des pays européens.
Il a co-fondé en 2021 le réseau inDREAM (international network for the Diffusion of Recorded Electronic & Acousmatic Multichannel music).

## Discographie
- « Oneiroi » (EP CRPr027 - EAN/UPC : 5063812091173)
- « gê » (EP CRPr025 - EAN/UPC : 8447098079907)
- « Au-delà des 20.000Hz » (EP CRPr021 - EAN/UPC : 4066218959680)
- « l'Odyssée » part 3 (Album CRPr019 - EAN/UPC : 4061798362141)
- « l'Odyssée » part 2 (Album CRPr015 - EAN/UPC : 7630037940487)
- « Thèkè » (Single CRPr007 - EAN/UPC : 0642738918969)
- « l'Odyssée » part 1 (Album CRPr006 - EAN/UPC : 0642738918723)
- « Atlantide » (EP CRPr005 - EAN/UPC : 0642738918945)
- « Peuples du Monde » (EP CRPr004 - EAN/UPC : 0642738918839)
- « Instants Sonores » (Album CRPr003 - EAN/UPC : 0642738919140)
- « Jeux & Variations MiDi » (Single CRPr002 - EAN/UPC : 0642738918006)
- « Pièces et Miniatures pour UNE GUITARE ÉLECTRIQUE SEULE » (Single CRPr001 - EAN/UPC : 7630037941651)

## Œuvres principales
- « Oneiroi » (2025) - volumiphonie 32c
- « gê » (2023) -  œuvre créée durant « l'InterAzioni Project 2023 »  au Spazio ARKA à Assemini (CA) en Sardaigne - Italie
- « Au-delà des 20.000Hz » (2021)
- « l'Odyssée - Station 13 » (2019) - œuvre créée à Etopia durant le festival « VI Radical dB » à Saragosse en Espagne
- « l'Odyssée - Station 12 » (2018) - œuvre créée à APO-33 durant le festival « Electropixel #8 » à Nantes
- « l'Odyssée - Station 11 » (2017) - œuvre créée à La Rodia de Besançon
- « l'Odyssée - Station 10 » (2016) - œuvre créée durant « Elektrosmog 10.16 - Konzert Jean Voguet » à Mannheim en Allemagne
- « l'Odyssée - Station 09 » (2015) - œuvre créée durant le festival « Plage Sonore 2016 » à Rouen
- « l'Odyssée - Station 08 » (2015) - œuvre créée durant « Régénération » à l'Université du Québec à Trois Rivières au Canada
- « l'Odyssée - Station 07 » (2012) - œuvre créée à la Maison Laurentine durant « No More Fukushima 11/03/2013 »
- « l'Odyssée - Station 06 » (2012) - œuvre créée aux « Instants vidéo » - Festival International d'Art Vidéo de Marseille
- « Thèkè » (2011) - œuvre créée aux planétarium du Lieu Multiple à Poitiers
- « l'Odyssée - Stations 05 & 04 » (2010) - œuvres créées à la DATABAZ d'Angoulême
- « l'Odyssée - Station 03 » (2009) - œuvre créée au FIMAV 2011 - Festival International de Musique Actuelle de Victoriaville au Canada
- « l'Odyssée - Station 02 » (2009) - œuvre créée durant « Plataformas de Sinestesia » à Ex Teresa Arte Actual à Mexico
- « l'Odyssée - Station 01 » (2009) - œuvre créée aux RAVY 2010 - Biennale d'arts visuels de Yaoundé au Cameroun
- « Atlantide » (2007) - œuvre créée durant le festival « InterAzione XX » en Sardaigne
- « Peuples du Monde » (2005) - œuvre créée durant le festival « Shanghai Mixed Media Art Festival » en Chine
- Instant Sonore #7_touaregs (2005) - œuvre créée durant le 5e Sommet artistique A-D-N à Montréal
- Instant Sonore #6_lakotas (2001) - œuvre créée en 2002 durant le « Inner Spaces Festival » à Poznan en Pologne
- Instant Sonore #5_pygmées (2001) - œuvre créée durant le « Aizu Art College Performance Festival » à Mishima au Japon
- Instant Sonore #4_inuits (2001) - œuvre créée durant le « MMAC Festival in Tokyo 2001 »
- Instant Sonore #3_papouasie (2001) - œuvre créée durant le « Unbearables Art Festival » à New York
- Instant Sonore #2_madagascar (2000) - œuvre créée durant le « VIA#6 Festival » à Paris
- Instant Sonore #1_mongolie (2000) - œuvre créée à la Fondation Logos durant le festival « Minimal Electronic Maximalism » à Gand
- Variation MiDi #8 (2000) - œuvre créée durant le « Inner Spaces Festival » à Poznan en Pologne
- Variation MiDi #7 (1999) - œuvre créée durant le festival « Dérapage Contrôlé » à Montréal
- Variation MiDi #6 (1998) - œuvre créée durant le « VIA#4 Festival » à Paris
- Variation MiDi #5 (1998) - œuvre créée à l'Institut Français (Maison Descartes) à Amsterdam
- Variation MiDi #4 (1998) - œuvre créée durant le « MMAC Festival in Tokyo'98 »
- Variation MiDi #3 (1996) - œuvre créée durant le « 96 Merzweckbau Intermediales Symposium » à Scheifling en Autriche
- Variation MiDi #2 (1995) - œuvre créée durant le 38th International Festival of Contemporary Music « Warsaw Autumn'95 » à Varsovie
- Variation MiDi #1 (1995) - œuvre créée durant le festival « InterAzione 8 » en Sardaigne
- Jeu MiDi #7 (1997) - œuvre créée durant les Rencontres Internationales de Katowice en Pologne
- Jeu MiDi #6 (1995) - œuvre créée durant le « Symposium sur le PAN Network » au C.R.A.N.E. en Bourgogne
- Jeu MiDi #5 (1996) - œuvre créée durant le projet « L'Effet Fax » produit par Utopias y Copias à Madiran
- Jeu MiDi #4 (1995) - œuvre créée durant le « VIA#2 Festival » à Paris
- Jeu MiDi #3 (1994) - œuvre créée durant le festival « Futur Intérieur » à Nancy
- Jeu MiDi #2 (1993) - œuvre créée durant le festival « Real Time - Story Telling'93 » à Lublin en Pologne
- Jeu MiDi #1 (1993) - œuvre créée durant le « VIA#0 Festival » à Paris
- Préfabriqué n°4 (1991) - œuvre créée durant le festival « Caïfedra » à Volgograd en Russie
- Préfabriqué n°3 (1990) - œuvre créée durant le 3e Festival International de Danse de Penza en Russie

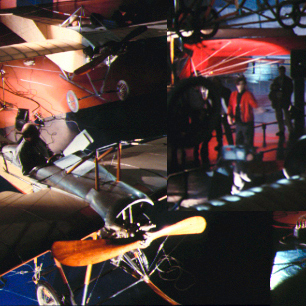
concert « Airs d'Escadrille » au Musée de l'Air et de l'Espace du Bourget en 1989

- Préfabriqué n°2 (1988) - œuvre créée durant le Festival « Polyphonix 11 » au Centre Georges Pompidou à Paris
- Préfabriqué n°1 (1988) - œuvre créée durant le 5e Festival International de Théâtre de Rue de Jelenia Gora en Pologne
- Pièce Objetique n°2 - « Airs d'Escadrille » pour 6 avions et 1 sampler  (1989) - œuvre créée au Musée de l'Air et de l'Espace du Bourget
- Pièce Objetique n°1 - « Le Chant des Tracteurs » pour 3 tracteurs agricoles (1986) - œuvre créée à la Fondation D.A.N.A.E. en Picardie
- Jeux Paradigmatiques n°1 à 8 (1981-1987)
- Pièces et Miniatures pour Une Guitare Électrique Seule n°1 à 10 (1982-1984) - œuvres créés sur France Musique (émission " Jeunes Solistes ")